# Governatorato di Idlib
Il governatorato di Idlib è uno dei quattordici governatorati della Siria. Il capoluogo è la città di Idlib.

## Distretti
Il Governatorato è diviso in cinque distretti:
- distretto di Idlib
- distretto di Arihah
- distretto di Harem
- distretto di Jisr ash-Shugur
- distretto di Ma'arrat al-Nu'man